# Thialdine
Thialdine is een heterocyclische base. De onderlinge ruimtelijke schikking van de drie methylgroepen kan verschillen, zodat er meerdere cis-trans-isomeren mogelijk zijn van thialdine. Nochtans is uit x-straaldiffractie gebleken dat thialdine in de praktijk in de all-cis-configuratie voorkomt.

## Synthese
Thialdine werd voor het eerst gesynthetiseerd door Justus von Liebig en Friedrich Wöhler in 1847. De synthese gebeurt door waterstofsulfide door een oplossing van "aldehyde-ammoniak" te leiden, waarbij thialdine uit de oplossing kristalliseert. Aldehyde-ammoniak is het cyclisch trimeer gevormd in de condensatiereactie van aceetaldehyde met ammoniak:
3 CH3CHO + 3 NH3 → (CH3CHNH)3 + 3 H2O
De aldehyde-ammoniak (IUPAC-naam: Hexahydro-2,4,6-trimethyl-1,3,5-triazine) hoeft niet geïsoleerd te worden als tussenproduct.

## Toepassing
Thialdine wordt gebruikt als aromastof in levensmiddelen. Ze is opgenomen in de lijst van aromastoffen die in de Europese Unie zijn toegelaten. Het FEMA-nummer van thialdine is 4018. Thialdine heeft een geur van geroosterd vlees en wordt dan ook gebruikt als aroma in vlees.
Zouten van thialdine zijn gebruikt als antioxidant-additief in smeeroliën.
Thialdine en gelijkaardige verbindingen zijn ook voorgesteld als vulkanisatieversneller van rubber.